# Сексуално узнемиравање на радном месту
Сексуално узнемиравање на радном месту је посебан облик психичког и моралног злостављања, шиканирања и иживљавања и врста агресије према запосленима, која подлеже друштвеном санкционисању.
У многим земљама укључујући и Србију законски прописи који санкционишу сексуално узнемиравање на послу заправо су део прописа који штите запослене од мобинга, односно узнемиравања на послу, чији је један од облика сексуално узнемиравање.

## Вербално, невербално и физичко сексуално узнемиравање
Сексуално узнемиравање, у смислу:
Закона о раду јесте свако вербално, невербално или физичко понашање које има за циљ или представља повреду достојанства лица које тражи запослење, као и запосленог у сфери полног живота, а које изазива страх или ствара непријатељско, понижавајуће или увредљиво окружење.
Закона о равноправности полова је свако узнемиравање, сексуално узнемиравање или сексуално уцењивање на раду или у вези са радом које чини запослени према другом запосленом сматра повредом радне обавезе која представља основ за отказ уговора о раду.
Закон о забрани дискриминације сексуално узнемиравање посматра као облик дискриминације по основу пола, те забрањује ускраћивање права или признавање погодности у односу на пол, забрањује насиље, експлоатацију, изражавање мржње, омаловажавање, уцењивање и узнемиравање с обзиром на пол, као и јавно заговарање, подржавање и поступање у складу са предрасудама, обичајима и другим друштвеним обрасцима понашања који су засновани на идеји подређености или надређености полова, односно стереотипних улога полова.

## Последице
Истраживања показују да 63% жртава има физичке симптоме стреса, 96% њих има последице у виду емоционалног стреса. Жртве такође имају симптоме посттрауматског стресног поремећаја (ПТСП) и бележе веће стопе фреквенције и ризика од менталних поремећаја него популација која није била изложена узнемиравању.  Сексуалног узнемиравања и ПТСП имплицира да су неке форме сексуалног узнемиравања интерпретиране као трауматски доживљаји. Екстремне форме узнемиравања попут силовања и секусалних напада су увек тако третиране, док већина осталих није успела да задовољи дијагностичке критеријуме.
Даљи здравствени исходи сексуланог узнемиравања огледају се у виду психосоматских тегоба (депресија, анксиозност, стрес) и бележи се негативна индивидуална евалуација сопственог здравља (главобоља, мучнина, исцрпљеност) .
Негативне последице сексуалног узнемиравања у релацији запослени-послодовац огледају се:
- смањеним задовољством послом,
- смањеном посвећеношћу компанији,
- повлачењем са посла,
- апсентизмом,
- недостатаком мотивације запосленог,
- ослабљеном продуктивношћу.

На компанију сексуално узнемиравање може утицати:
- преко потенцијалних трошкова због тужби,
- негативног публицитета,
- негативног ефекта на запошљавање нове радне снаге,
- повећану флуктуацију,
- смањену ретенцију запослених,
- повећане трошкове боловања

Сексуално узнемиравање је један од значајних разлога у застоју развоја каријере многих жена. Показано је да жене чешће одустану од посла на коме су доживеле непријатност, него што се супротставе и предузму одговарајуће мере против особе која их је узнемиравала. 
Исто важи и за узнемиравање на студијама: 15% студенткиња промени смер уколико доживе сексуално узнемиравање од стране запослених на факултету или у кампусу, или од стране другог колеге/колегинице.

## Закони о спречавању сексуалног узнемиравања
Пошто се ова регулатива у пракси показала као недовољна, мобинг је регулисан посебним законом – Законом о спречавању злостављања на раду који се примењује од 04.09.2010. године. Овај закон дефинише појам злостављања, извршиоца злостављања; права,обавезе и одговорности послодавца и запослених у вези са злостављањем; интерни поступак заштите у случају мобинга; рокове застарелости; поступак за утврђивање одговорности запосленог; мере за спречавање злостављања до окончања поступка; заштиту учесника у поступку; судску заштиту кроз покретање поступка,садржину тужбе, терет доказивања, привремене мере.
Злостављање, у смислу Закона о спречавању злостављања на раду, јесте свако понашање према запосленомили групи запослених код послодавца које се понавља, а које за циљ има или представља повреду достојанства, угледа, личног и професионалног интегритета, здравља, положаја запосленог и које изазива страх или ствара непријатељско, понижавајуће или увредљиво окружење, погоршава услове рада или доводи до тога да се запослени изолује или наведе да на сопствену иницијативу раскине радни однос или откаже уговор о раду или други уговор. Злостављање је и подстицање или навођење других на описано понашање. Дакле, у питању су радње које, да би се сматрале мобингом треба да се понављају у дужем временском периоду.
Једини изузетак је сексуално узнемиравање, када се као услов не тражи понављање, односно континуитет у противправном понашању. Довољно је да је једном учињен овај тип злостављања да би се покренуо судски поступак и тражила накнада штете. Ово стога јер што се тиче самог одређења појма сексуалног узнемиравања, наведени закон се позива на цитирану дефиницију из Закона о раду. Одредбе Закона о спречавању злостављања на раду примењују на случајеве сексуалног узнемиравања у складу са дефиницијом из закона којим се уређује рад. Видели смо да се у дефиницији сексуалног узнемиравања из Закона о раду не захтева понављање радњи.

## Извршилац злостављања
Извршиоцем злостављања сматра се послодавац са својством физичког лица или одговорно лице код послодавца са својством правног лица, запослени или група запослених код послодавца, који врши злостављање.
Заштиту од злостављања у складу са Законом о спречавању злостављања на раду могу да траже сва радно ангажована лица, без обзира на то да ли су у радном односу (на одређено или неодређено време), или су ангажовани по основу уговора о привременим и повременим пословима, уговора о делу, или су лица на допунском раду, на стручном оспособљавању и усавршавању код послодавца без заснивања радног односа, волонтери. Уопште, заштиту може да тражи свако лице које по било ком основу учествује у раду код послодавца.
Осим цитираног закона, постоји Правилник о правилима понашања послодаваца и запослених у вези са превенцијом и заштитом од злостављања на раду, који је донело Министарство рада и социјалне политике 2010. године. Као што и сам назив овог подзаконског акта сугерише, њиме се прописују правила понашања запослених и послодаваца у циљу превенције злостављања на раду и злоупотребе права на заштиту од злостављања. Осим одредби које имају за циљ да обезбеде здраву радну средину, овај пропис садржи и одредбе које описују понашања која би могла да укажу на злостављање или секуално узнемиравање.

## Обавезе послодавца и запослених
Послодавац је дужан да, у циљу стварања услова неопходних за здраву и безбедну радну околину, организује рад на начин којим се спречава појава злостављања на раду и у вези са радом од стране послодавца, односно одговорног лица или запослених код послодавца. Послодавац је дужан да запосленог, пре ступања на рад, писменим путем обавести о забрани вршења злостављања и правима, обавезама и одговорностима запосленог и послодавца у вези са забраном злостављања.
Из ове обавезе послодавца да створи радно окружење у којем неће доћи до појаве злостављања проистиче и његова одговорност за накнаду штете жртви мобинга. Наиме, послодавац одговара за штету коју одговорно лице или запослени вршећи злостављање проузрокује другом запосленом код истог послодавца.
Са друге стране, запослени који врши злостављање, или злоупотреби право на заштиту од злостављања, одговоран је за непоштовање радне дисциплине, односно повреду радне дужности.